# فینال ای‌اف‌سی کاپ ۲۰۰۸
فینال ای‌اف‌سی کاپ ۲۰۰۸ مسابقه فینال پنجمین دوره ای‌اف‌سی کاپ بود که در سال ۲۰۰۸ برگزار شد و المحرق به مقام قهرمانی دست یافت.

## مسابقه
بازی اول
| المحرق | ۵–۱ | صفا |
| ------ | --- | --- |
|        |     |     |

بازی دوم
| صفا | ۴–۵ | المحرق |
| --- | --- | ------ |
|     |     |        |